# Guillermo Casey
Guillermo (o William) Casey (Carrick ?, Irlanda, 1786/1795/1797 ? - Barcelona, 21 de novembre de 1857), fou un professor, traductor i filòleg d'origen irlandès i català d'adopció, establert a Barcelona de forma permanent des de 1826.

## Biografia

### Data de naixement
Segons Carreras Bulbena, Casey hauria nascut a Carrick, Irlanda, el 20 de desembre de 1797. Luis Pegenaute, basant-se en una "Hoja de Servicios" estesa pel mateix Casey, datada el 27 d'abril de 1851, on afirma que "cuenta ya cincuenta y seis años", recula la data de naixement a 1795. No obstant, en el "Libro de Registro de exámenes" de diverses facultats, instituts i col·legis de la Universitat de Barcelona, dels cursos 1845-1846, dipositat a l'Arxiu de la referida universitat, hi consta una acta de visita al Colegio Barcelonés, datada el 15 de juliol de 1846, estesa pel visitador Josep Martí i Pradell, en què aquest indica que, entre el professorat del centre hi consta "Don Guillermo Casey, casado, edad 60 años, Profesor de la Casa Lonja. Lengua inglesa.", el que recularia encara més la data de naixement de Casey, fins a l'any 1786.

### Primera activitat docent a Maó, Barcelona i Madrid
Les primeres notícies que es tenen de Casey el situen a Maó, on donà classes d'anglès, segons ell va deixar escrit, en "el colegio de Mahón". Cal tenir present que l'illa de Menorca tenia aleshores, encara. una forta influència britànica, ja que va pertànyer a la corona anglesa, amb una breu interrupció, des de 1708 a 1781. No se sap des de quan hi estava establert, ni des de quina data exercia de professor, però sí que hi ha constància que el 1815 hi tenia com a alumne un jovenet Marià Cubí, de 14 anys, que esdevingué un cèlebre frenòleg i que, al seu torn, després d'uns anys d'estada als Estats Units, donava classes d'anglès a Barcelona
De Maó, sense saber-se'n tampoc la data exacta, passà a Barcelona, on l'any 1818, pels volts de novembre, hi signa la dedicatòria de la seva Nueva y completa gramatica inglesa para el uso de los españoles, adreçada a l'Intendent general de Catalunya, Juan Bautista de Erro, president de la Junta de Comerç de Barcelona. En aquesta dedicatòria diu que, des de fa uns mesos, és professor d'anglès del fill de l'Intendent. El desembre de l'any 1822 entra a formar part de l'Acadèmia de Bones Lletres de Barcelona.
El 1826 donava classes al Real Colegio de Humanidades de Madrid.

### Establiment a Barcelona
Assabentat de la convocatòria de la Junta de Comerç de Barcelona per a cobrir la càtedra d'anglès d'aquesta entitat, que estava vacant des de la seva institució el 1824, sol·licità la plaça i el 9 d'octubre de 1826 fou nomenat catedràtic interí. El 27 de novembre següent inaugurava el curs a Barcelona.
El nombre d'alumnes matriculats a les classes d'anglès de Casey fou remarcable per als estàndards de l'època. El 1826, 86 inscrits; el 1827, 18; el 1828, 24; el 1829, 38; el 1830, 16; el 1831, 29; el 1832, 14; el 1833, 12, i el 1834, 15.
Va ser distingit amb el nomenament com a cavaller de l'Orde d'Isabel la Catòlica i de l'Orde de Carles III.
No hi ha constància documental conforme formés part de la Sociedad Filomática de Barcelona, si bé en diverses de les seves obres hi fa constar, després del seu nom i cognoms, l'epítet Philomath, fins i tot abans de la constitució de la indicada societat a Barcelona.
Foren alumnes seus, entre d'altres, Bergnes de las Casas, Josep Sol i Padrís, Estanislau Reynals.

## Obra

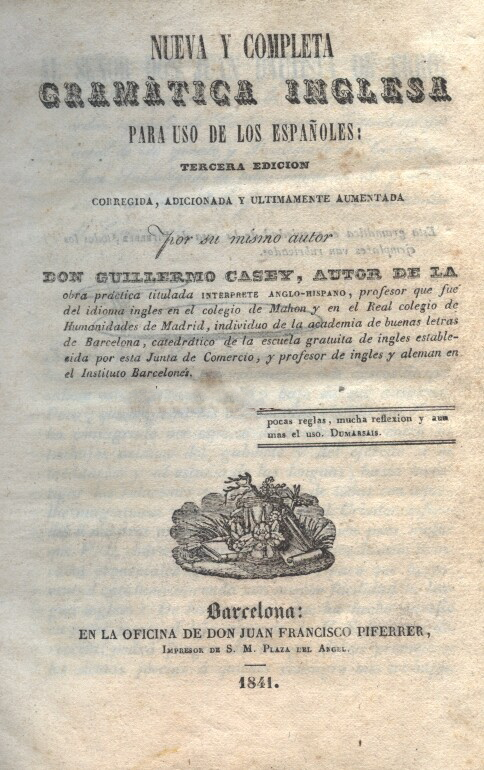
Portada de la tercera edició de la "Nueva y completa gramática para uso de los españoles", de Guillermo Casey. 1841

### Gramàtiques
La seva primera obra publicada podria ser, per indicis, ja que aparegué de forma anònima i no consta que Casey se l'atribuís per escrit en cap document, un opuscle de tretze fulls, imprès a Maó per Pedro Antonio Serra el 1813 amb el títol Ortología o Principios de Pronunciación Inglesa: dedícalo a la juventud espanyola Un Mahonés.
Fou autor d'una Nueva y completa gramàtica inglesa para uso de los españoles, publicada a Barcelona el 1819, amb una segona edició de 1827 y una tercera edició de 1841.
El 1821, publica el seu Intérprete anglohispano, subtitulat Tratado práctico de las lenguas inglesa y española, acomodado al uso respectivo de ambas naciones. Es tracta d'un manual pràctic, amb textos acarats en anglès i castellà, per a ser usat, segons el seu autor, per l'alumne quan ja estigui versat en les qüestions gramaticals. N'aparegué una segona edició el 1836, dedicada a la Junta de Comerç.

### Traduccions
Destaca, per la seva curiositat, la seva traducció del llatí a l'anglès de les Vides il·lustres (De viris illustribus) de Corneli Nepot, obra publicada el 1828 i que dedica a la Junta de Comerç en agraïment per la concessió de la direcció de la càtedra d'anglès. El text té caràcter de llibre de text per als alumnes d'anglès, contenint en el text remissions numèriques a les pàgines de la gramàtica de Casey on s'exposa la regla que ve al cas del modisme anotat.
Pel que fa a les traduccions, cal assenyalar la seva versió al castellà, sota el títol El falso profeta de Corassan, Romance Histórico Oriental, de l'obra de Thomas Moore The veiled prophet of Khorassan, que forma part del Lalla Rookh, del referit autor.

### Obres de Casey
- 1813 (?) [Casey, Guillermo]. Ortología o Principios de Pronunciación Inglesa: dedícalo a la juventud espanyola Un Mahonés (en castellà).  Maó: Imprenta de Pedro Antonio Serra, 1813.
- 1819 Casey, Guillermo. Nueva y completa gramatica inglesa para el uso de los españoles: dividida en cuatro partes.  Barcelona: En la oficina de Juan Francisco Piferrer, Impresor, 1819.
- 1821: Casey, Guillermo. The anglo-hispano interpreter, or A practical treatise on the english and spanish lenguages ... / by William Casey = Intérprete anglo-hispano, ó sea Tratado practico de las lenguas inglesa y española ... / por William Casey (en castellà i anglès).  Barcelona: printed for Michael and Thomas Gaspar = por Miguel y Tomas Gaspar, 1821.
- 1827: Casey, Guillermo. Gramática inglesa para uso de los españoles: segunda edición corregida, adicionada y perfeccionada por su mismo autor Don / Guillermo Casey, autor de la obra práctica titulada intérprete anglo-hispano, profesor que fue del idioma ingles en el colegio de Mahon y en el Real colegio de Humanidades de Madrid, individuo de la academia de buenas letras de Barcelona, catedrático interino de la escuela gratuita de ingles establecida por esta Real Junta de Comercio etc..  Barcelona: Juan Francisco Piferrer, 1827 (N'hi ha una tercera edició de 1841).
- 1828: Nepot, Corneli; Casey, William (traductor). A New English version of the lives of Cornelius Nepos from the original latin... (en anglès).  Barcelona: John Francis Piferrer, 1828.
- 1830: Casey, Guillermo. Discurso filosófico, histórico y cronológico sobre el origen, formación y propagación de las lenguas, y la utilidad que resulta de su conocimiento.  Barcelona: Piferrer, 1830.
- 1836: Casey, Guillermo. Intérprete anglo-hispano ó sea Tratado práctico de las lenguas inglesa y española: acomodado al uso respectivo de ambas naciones, seguido de un apéndice... / por Guillermo Casey = The anglohispano interpreter or A practical treatise on the English and Spanish languages: calculated for the respective use of both nations, to which is added an apendix exhibiting ... / by William Casey. 2ª ed.  Barcelona: Imprenta de Oliva=Printed by Oliva, 1836.
- 1836: Moore, Thomas; Casey, Guillermo (traductor). El Falso profeta de Corassan: romance histórico oriental. Traducción directa del inglés de Tomás Moore; con notas por G.C. [Lalla Rookh] (en castellà).  Barcelona: Imp. de Miguel Borrás, 1836.
- 1837: [Fénelon, François]; Casey, Guillermo. Bellezas del Telémaco o mácsimas morales y políticas en español, francés, inglés e italiano (en castellà, francès, anglès i italià).  Barcelona: Imp. Miquel Borras, 1837.
- 1839: Ross, John; Ross, James Clark; Casey, Guillermo (traductor). Grandes descubrimientos polares terrestres y maritimos, hechos desde el año de 1829 al de 1833 en las regiones Árticas / por J. Ross y J.C. Ross; traduccion directa del inglés por Guillermo Casey.  Barcelona: Imprenta de José Matas y de Bodalles, 1839.
- 1841: Casey, Guillermo. Nueva y completa gramática inglesa para uso de los españoles (en castellà).  Barcelona: Oficina de Juan Francisco Piferrer, 1841.
- 1846: Casey, Guillermo. Nueva Gramática Teorico y Práctica de la Lengua Alemana En Tres Partes: I Tratado Completo de la Pronunciación y Prosodia. II Definición Analítica de las Nueve Partes del Discurso. III Sintaxis o arte de coordenar los miembros en la oración.  Barcelona: Imp. de Jose Taulo, 1846.
- 1848: Casey, William. A New English version of the lives of Cornelius Nepos from the original latin... (en anglès i llatí).  Barcelona: Joseph Piferrer, 1848.
- 1849: Casey, Guillermo. Diccionario de la pronunciación crítica de la lengua inglesa: adaptado al uso de los españoles... (en castellà).  Barcelona: V. Torras / J. Corominas, 1849.